# Мокрице (Градишка)
Мокрице су насељено мјесто на подручју града Градишка, Република Српска, БиХ. Према попису становништва из 1991. у насељу је живјело 26 становника.

## Становништво
Према попису становништва из 1991. године, мјесто је имало 26 становника.
| Демографија | Демографија | Демографија |
| Година      | Становника  | Становника  |
| ----------- | ----------- | ----------- |
| 1961.       | 412         |             |
| 1971.       | 153         |             |
| 1981.       | 12          |             |
| 1991.       | 26          |             |